# إيسلي (كارولاينا الجنوبية)
إيسلي (بالإنجليزية: Easley, South Carolina)‏ هي مدينة تقع في الولايات المتحدة في كارولاينا الجنوبية.  يقدر عدد سكانها بـ 20,098 نسمة ومساحتها 31.8 كم2  وترتفع عن سطح البحر 328.88 متر.

## التركيبة السكانية
حدّد مكتب تعداد الولايات المتحدة بيانات التركيبة السكانية لإيسلي في تعداد الولايات المتحدة. في ما يلي، التركيبة السكانية حسب تعدادي 2000 و2010.

### تعداد عام 2000
بلغ عدد سكان إيسلي 17,754 نسمة بحسب تعداد عام 2000، وبلغ عدد الأسر 7,227 أسرة وعدد العائلات 5,060 عائلة مقيمة في المدينة. في حين سجلت الكثافة السكانية 540.8 نسمة لكل كيلومتر مربع (1,400.7/ميل2). وبلغ عدد الوحدات السكنية 7,932 وحدة بمتوسط كثافة قدره 241.6 لكل كيلومتر مربع (625.7/ميل2).
وتوزع التركيب العرقي للمدينة بنسبة 85.35% من البيض و11.81% من الأمريكيين الأفارقة و0.14% من الأمريكيين الأصليين و0.52% من الأمريكيين ذوي الأصول الآسيوية و0.03% من سكان جزر المحيط الهادئ و1.25% من الأعراق الأخرى و0.90% من عرقين مختلطين أو أكثر و2.82% من الهسبانيون أو اللاتينيون من أي عرق.
بلغ عدد الأسر 7,227 أسرة كانت نسبة 33.8% منها لديها أطفال تحت سن الثامنة عشر تعيش معهم، وبلغت نسبة الأزواج القاطنين مع بعضهم البعض 53.9% من أصل المجموع الكلي للأسر، ونسبة 12.3% من الأسر كان لديها معيلات من الإناث دون وجود شريك،  بينما كانت نسبة 3.8% من الأسر لديها معيلون من الذكور دون وجود شريكة وكانت نسبة 30% من غير العائلات. تألفت نسبة 25.7% من أصل جميع الأسر من عدة أفراد يعيشون في نفس المنزل ونسبة 11% كانت تتألف من شخص يعيش بمفرده يبلغ من العمر 65 عاماً أو أكثر. وبلغ متوسط حجم الأسرة المعيشية 2.43، أما متوسط حجم العائلات فبلغ 2.90.
بلغ العمر الوسطي للسكان 37.1 عاماً. وكانت نسبة 23.5% من القاطنين تحت سن الثامنة عشر، وكانت نسبة 8.4% بين الثامنة عشر والرابعة والعشرين عاماً، ونسبة 29.5% كانت واقعةً في الفئة العمرية ما بين الخامسة والعشرين والرابعة والأربعين عاماً، ونسبة 23.4% كانت ما بين الخامسة والأربعين والرابعة والستين، ونسبة 13.8% كانت ضمن فئة الخامسة والستين عاماً فما فوق. يوجد لكل 100 أنثى 92.7 ذكر، ويوجد لكل 100 أنثى في الثامنة عشر من عمرها فما فوق 89.3 ذكر.
بلغ متوسط دخل الأسرة في المدينة 38,204 دولارًا، أما متوسط دخل العائلة فبلغ 47,867 دولارًا. وكان متوسط دخل الذكور 35,399 دولارًا مقابل 25,443 دولارًا للإناث. وسجل دخل الفرد الخاص بالمدينة 20,965 دولارًا. وكانت نسبة 8.4% من العائلات ونسبة 10.9% من السكان تحت خط الفقر، وكان من هؤلاء نسبة 12.6% تحت سن الثامنة عشر ونسبة 11.9% في الخامسة والستين من العمر وما فوق.

### تعداد عام 2010
بلغ عدد سكان إيسلي 19,993 نسمة بحسب تعداد عام 2010، وبلغ عدد الأسر 8,289 أسرة وعدد العائلات 5,474 عائلة مقيمة في المدينة. في حين سجلت الكثافة السكانية 609 نسمة لكل كيلومتر مربع (1,577.3/ميل2). وبلغ عدد الوحدات السكنية 9,072 وحدة بمتوسط كثافة قدره 276.3 لكل كيلومتر مربع (715.6/ميل2).
وتوزع التركيب العرقي للمدينة بنسبة 83.13% من البيض و11.39% من الأمريكيين الأفارقة و0.16% من الأمريكيين الأصليين و0.77% من الأمريكيين ذوي الأصول الآسيوية و0.02% من سكان جزر المحيط الهادئ و2.75% من الأعراق الأخرى و1.78% من عرقين مختلطين أو أكثر و5.58% من الهسبانيون أو اللاتينيون من أي عرق.
بلغ عدد الأسر 8,289 أسرة كانت نسبة 30.6% منها لديها أطفال تحت سن الثامنة عشر تعيش معهم، وبلغت نسبة الأزواج القاطنين مع بعضهم البعض 48.5% من أصل المجموع الكلي للأسر، ونسبة 13% من الأسر كان لديها معيلات من الإناث دون وجود شريك،  بينما كانت نسبة 4.5% من الأسر لديها معيلون من الذكور دون وجود شريكة وكانت نسبة 34% من غير العائلات. تألفت نسبة 28.9% من أصل جميع الأسر من عدة أفراد يعيشون في نفس المنزل ونسبة 13.8% كانت تتألف من شخص يعيش بمفرده يبلغ من العمر 65 عاماً أو أكثر. وبلغ متوسط حجم الأسرة المعيشية 2.39، أما متوسط حجم العائلات فبلغ 2.91.
بلغ العمر الوسطي للسكان 40.5 عاماً. وكانت نسبة 22.8% من القاطنين تحت سن الثامنة عشر، وكانت نسبة 7.6% بين الثامنة عشر والرابعة والعشرين عاماً، ونسبة 25.6% كانت واقعةً في الفئة العمرية ما بين الخامسة والعشرين والرابعة والأربعين عاماً، ونسبة 26% كانت ما بين الخامسة والأربعين والرابعة والستين، ونسبة 18% كانت ضمن فئة الخامسة والستين عاماً فما فوق. وتوزع التركيب الجنسي للسكان بنسبة 47.3% ذكور و52.7% إناث.

## أعلام
- نيل كولينز
- ستانلي مورغان
- ويس نايت
- باتلر ديريك
- شانون فورست
- أليسون هاغود